# Teléfono

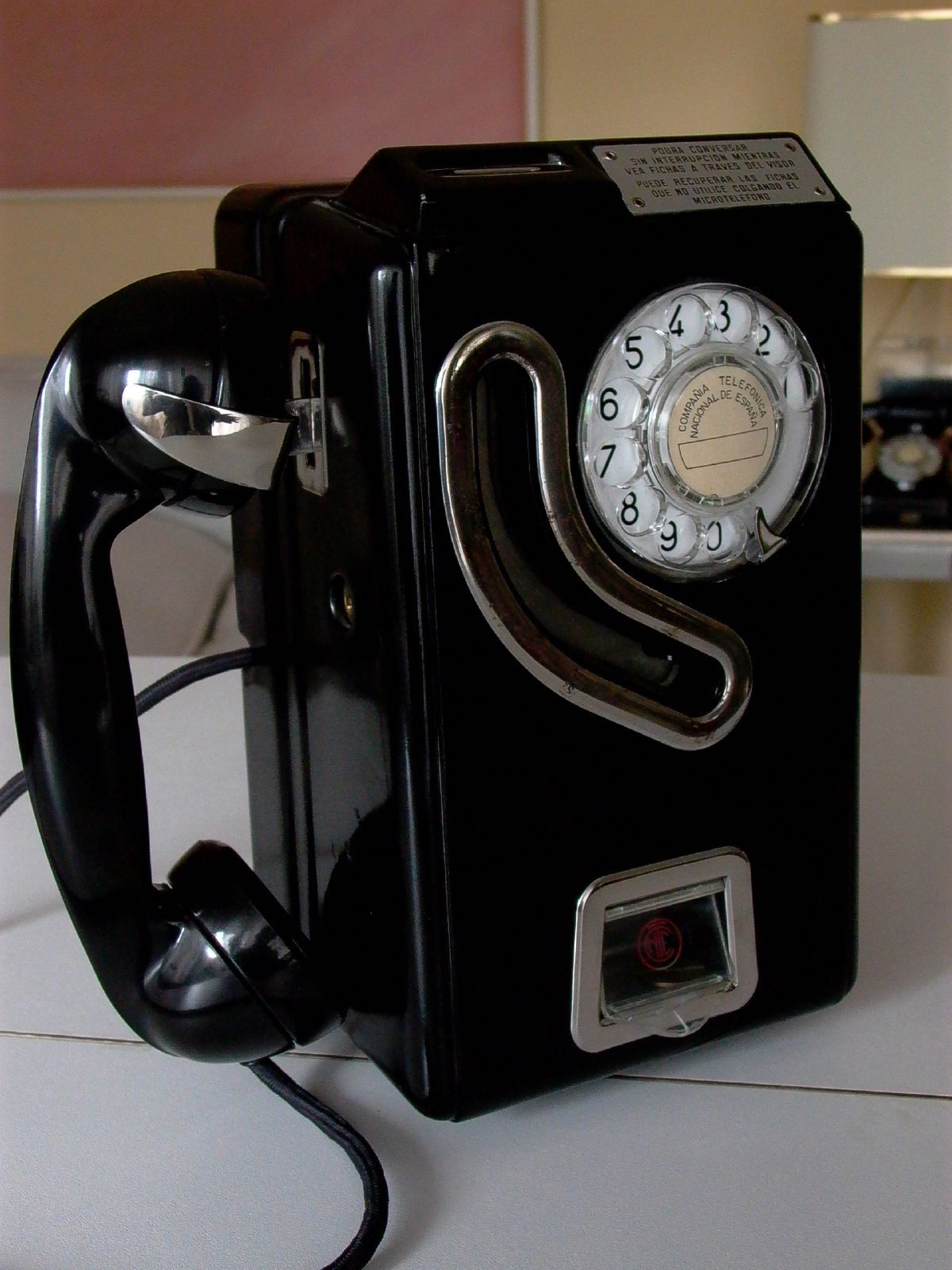
Antiguo teléfono público de fichas de la década de los años 1960.

El teléfono es un dispositivo de telecomunicación creado para transmitir señales acústicas a larga distancia por medio de señales eléctricas. Fue inventado por el italiano Antonio Meucci, quien en 1854 construyó su primer prototipo, aunque no formalizó su patente por dificultades económicas, presentando solo una breve descripción de su invento en la Oficina de Patentes de Estados Unidos en el año de 1871.
Años después, en 1876, el escocés Alexander Graham Bell fue el primero en patentarlo formalmente, y durante muchos años, junto a Elisha Gray, fueron considerados los inventores del teléfono.
El 11 de junio de 2002, el Congreso de los Estados Unidos de América aprobó la resolución 269, en la que se reconoce que el verdadero inventor del teléfono fue Antonio Meucci, que lo llamó teletrófono.

## Historia

### Invención

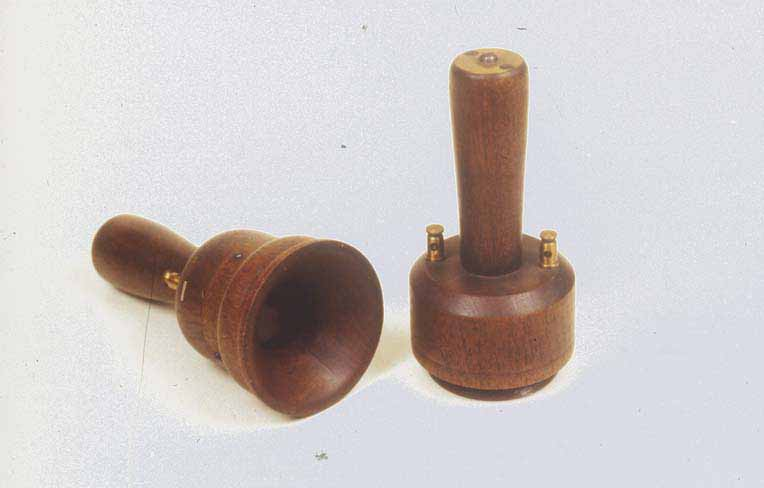
El teléfono de Antonio Meucci.

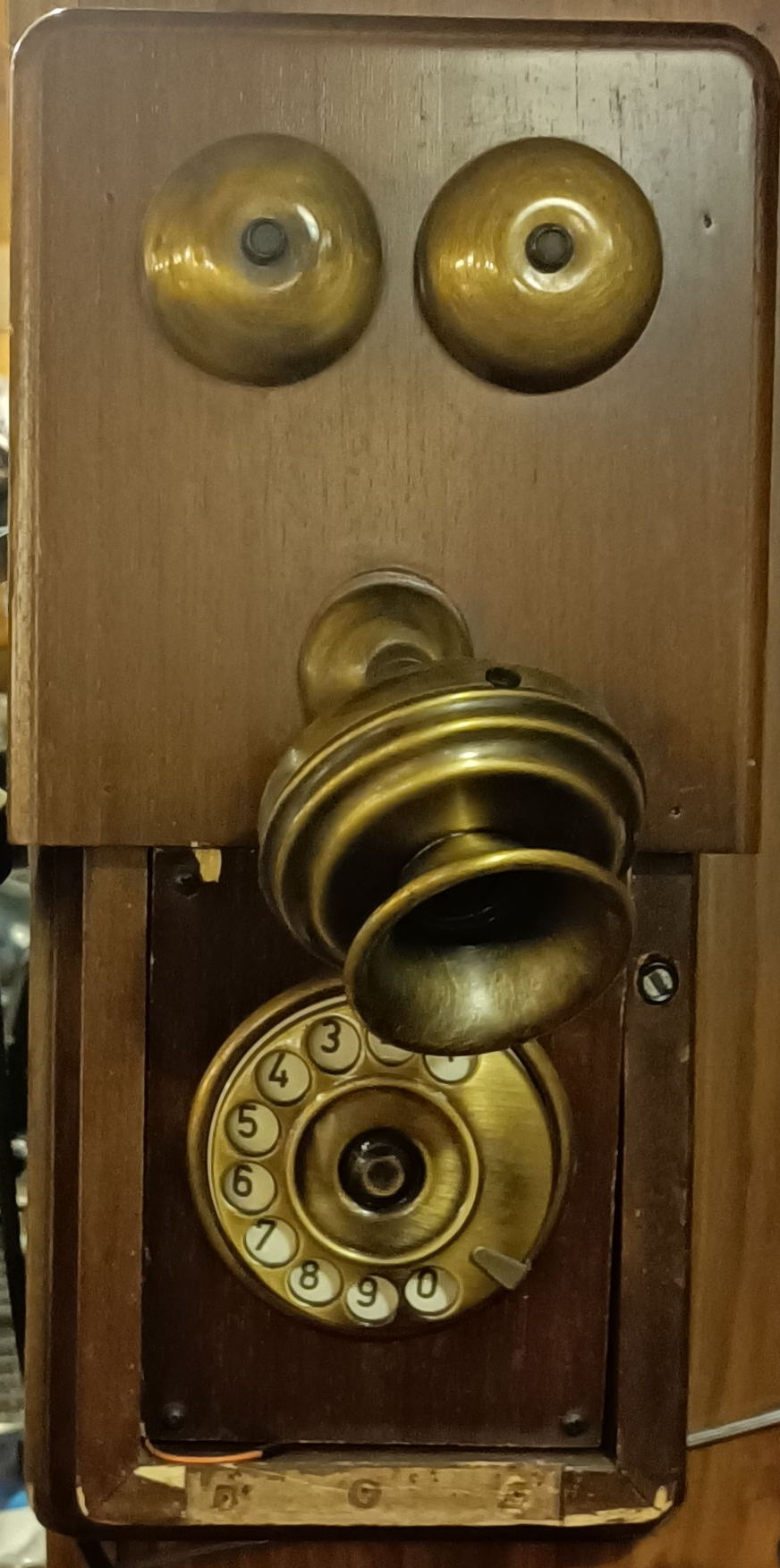
Teléfono de marcación a pulso clásico

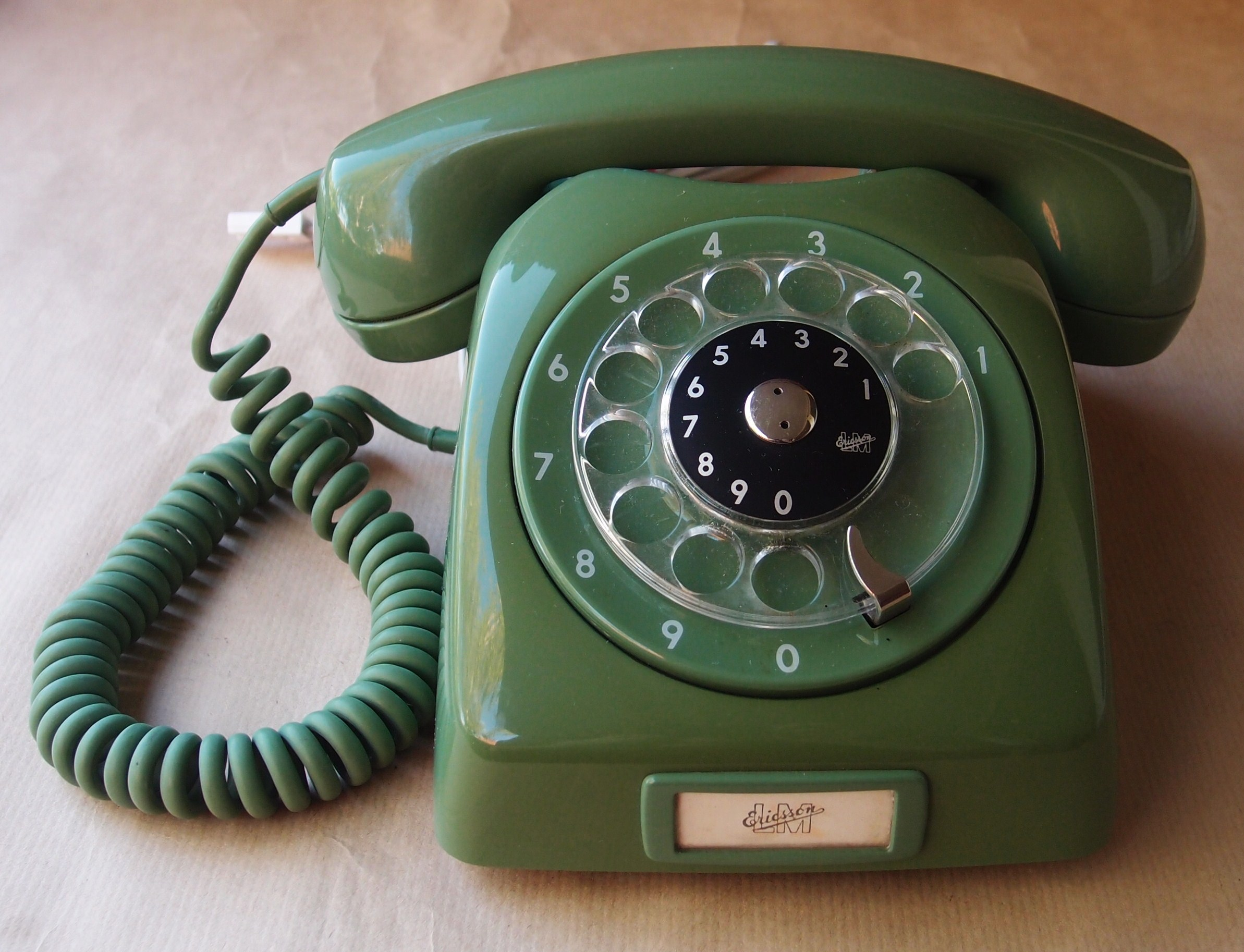
Teléfono por marcación a pulso (a discos), fueron muy populares hasta los años '80

Antonio Meucci (1808-1889) fue el primer  inventor del  «teletrófono», posteriormente bautizado como «teléfono».
En 1854, Meucci construyó un aparato para conectar su oficina (en la planta baja de su casa) con su dormitorio (ubicado en el segundo piso), debido a que su esposa estaba inmovilizada por el reumatismo. Sin embargo, Meucci carecía del dinero suficiente para patentar su invento, aunque sí patentó otros inventos que él creía más rentables, como un filtro económico para la depuración del agua y el uso de la parafina en la fabricación de velas (que hasta ese momento se fabricaban con grasa de animales, muy contaminantes y sucias).
En 1860 Antonio Meucci hizo público su invento, el teletrófono. En una demostración pública, la voz de un cantante se trasmitió a una considerable distancia. La prensa italiana de Nueva York publicó una descripción del invento y un tal Sr. Bendelari se llevó a Italia una copia del prototipo y la documentación necesaria para producirlo allí, pero no se volvió a saber de él, como tampoco se materializó ninguna de las ofertas que surgieron tras la demostración.
Consciente de que alguien podía robarle la patente, pero incapaz de reunir los 250 dólares (unos 7900 dólares de 2016) que costaba la patente definitiva, tuvo que conformarse con un cáveat (‘aviso’, trámite preliminar de presentación de documentación para la patente, con vigencia de un año) que registró el 28 de diciembre de 1871 y que pudo permitirse renovar ―por 10 dólares (314 dólares de 2016)― solo en 1872 y 1873.
En cuanto tuvo el acuse de recibo de la Oficina de Patentes volvió a intentar demostrar el potencial de su invento. Para ello ofreció una demostración del «telégrafo parlante» a un empresario llamado Edward B. Grant, vicepresidente de una filial de la Western Union Telegraph Company. Cada vez que Meucci trataba de avanzar se le decía que no había hueco para su demostración, así que a los dos años, Meucci pidió que le devolvieran su material, a lo que le contestaron que se había perdido.
En 1876, Alexander Graham Bell registró una patente que realmente no describía el teléfono, pero lo mencionaba como tal. Cuando Meucci ―que vivía cerca de Nueva York― se enteró, pidió a un abogado que reclamara ante la Oficina de Patentes de los Estados Unidos en Washington, algo que nunca sucedió. Sin embargo, un amigo que tenía contactos en Washington se enteró de que toda la documentación referente al telégrafo parlante registrada por Meucci se había perdido.
Una investigación posterior puso en evidencia un delito de prevaricación por parte de algunos empleados de la Oficina de Patentes sobornados por la compañía de Bell. En un litigio posterior entre la empresa Bell Telephone Company (creada en 1877) y Western Union, afloró que existía un acuerdo por el cual Bell pagaría a la Western Union un 20 % de los beneficios derivados de la comercialización de su invento durante 17 años.
Diez años después, en un proceso legal de 1886, Meucci tuvo que demandar incluso a su propio abogado, sobornado por el poderoso Bell. Sin embargo Meucci supo hacer entender al juez que no cabía duda en cuanto a la autoría del invento registrado. A pesar de la declaración pública del entonces Secretario de Estado: «existen suficientes pruebas para dar prioridad a Meucci en la invención del teléfono».
A pesar de que el Gobierno de Estados Unidos inició acciones legales por fraude contra la patente de Alexander Graham Bell, el proceso embarrancó en el arenal de los recursos por los abogados de Bell, hasta cerrarse en 1889 debido a la muerte de Meucci.
Meucci falleció pobre y amargado y jamás vio la gloria y el reconocimiento de su talento, el cual chocó con su escaso conocimiento del inglés y su poca desenvoltura ante las artimañas legales y los ingentes intereses económicos de las grandes corporaciones de Estados Unidos.

El 11 de junio de 2002, el Boletín Oficial de la Cámara de Representantes de los Estados Unidos publicó la Resolución n.º 269, por la que se honra la vida y el trabajo del inventor italiano. En la misma se reconoce que fue Antonio Meucci en vez de Alexander Graham Bell quien inventó el teléfono. Reconoció además que Meucci demostró y publicó su invento en 1860 y concluye con un reconocimiento a su autoría en dicha invención.

### Evolución y utilización

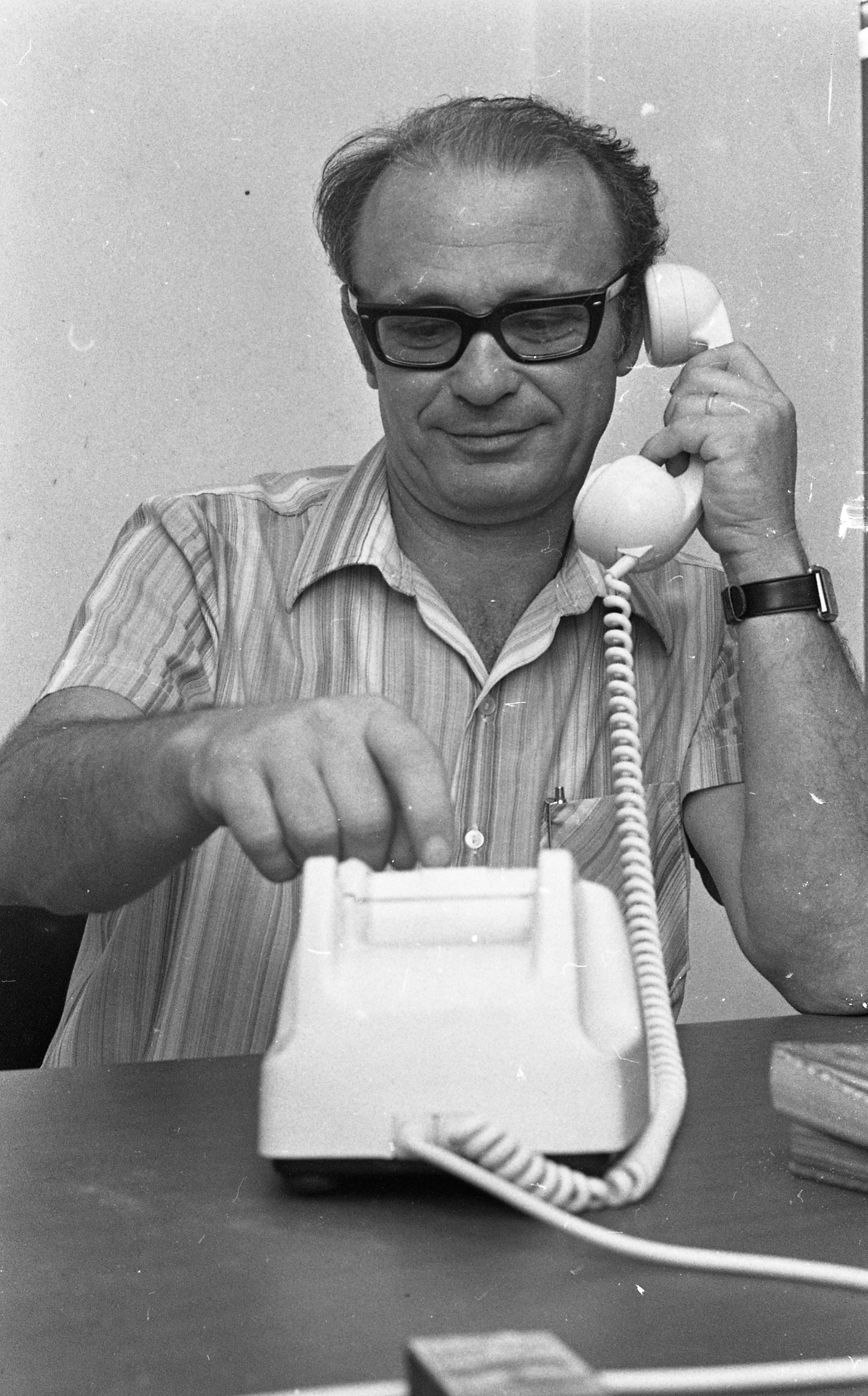
Teléfono por marcación a pulso, Israel 1969

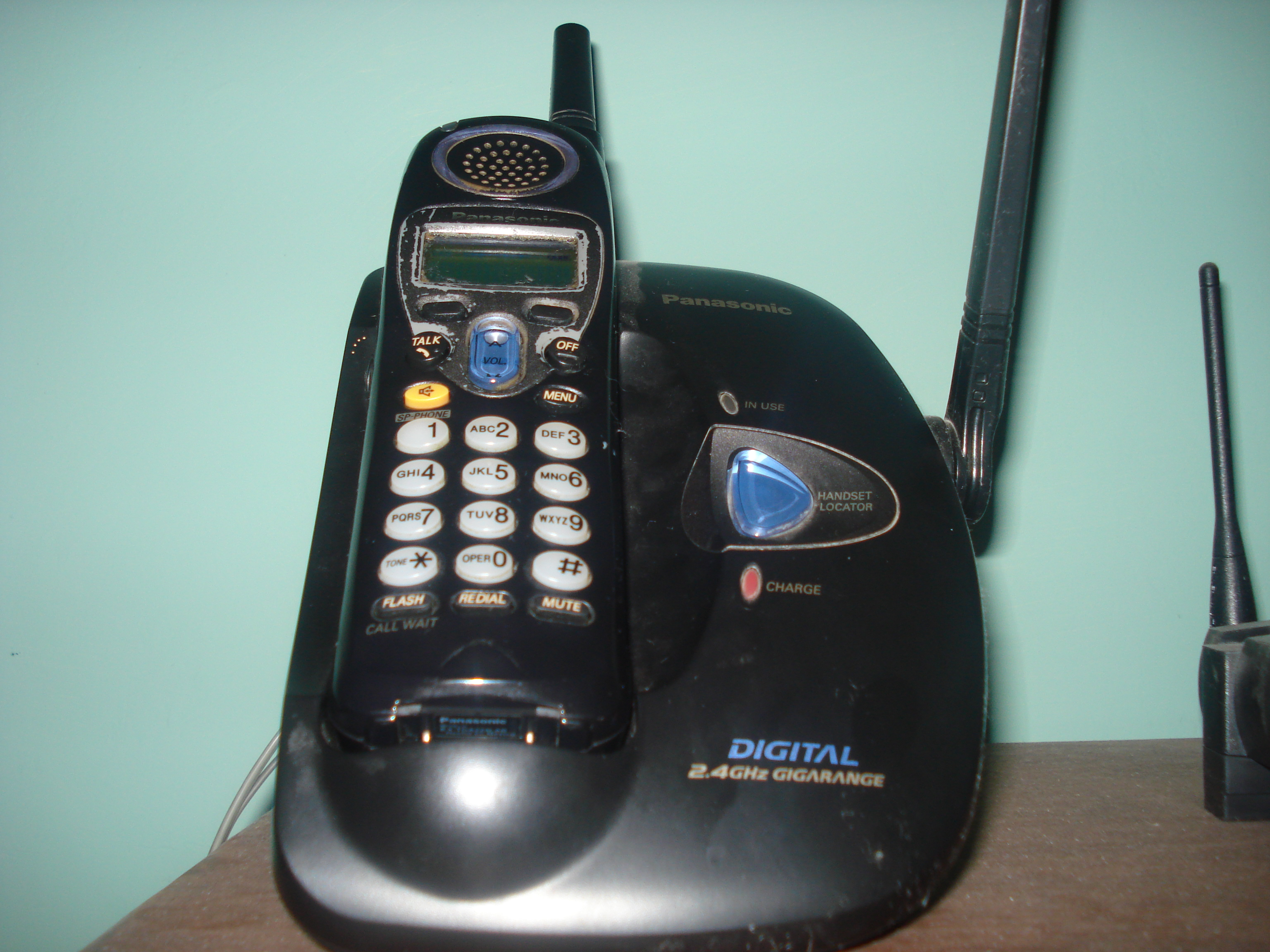
Teléfono digital Panasonic.

Desde su concepción original se han ido introduciendo mejoras sucesivas, fuese en el propio aparato telefónico como en los métodos y sistemas de explotación de la red.
En lo que se refiere al propio aparato telefónico, se pueden señalar varias cosas;
- La introducción del micrófono de carbón, que aumentaba de forma considerable la potencia emitida, y por tanto el alcance máximo de la comunicación.
- El dispositivo antilocal Luink, para evitar la perturbación en la audición causada por el ruido ambiente del local donde está instalado el teléfono.
- La marcación por pulsos mediante el denominado disco de marcar.
- La marcación por tonos multifrecuencia.
- La introducción del micrófono electret o electret, micrófono de condensador, prácticamente usado en todos los aparatos modernos, que mejora de forma considerable la calidad del sonido.

En cuanto a los métodos y sistemas de explotación de la red telefónica, se pueden señalar:
- La telefonía fija o convencional, que es aquella que hace referencia a las líneas y equipos que se encargan de la comunicación entre terminales telefónicos no portables, y generalmente enlazados entre ellos o con la central por medio de conductores metálicos.
- La central telefónica de conmutación manual para la interconexión mediante la intervención de un operador/a de distintos teléfonos (Harlond)[cita requerida], creando de esta forma un primer modelo de red. Primeramente fueron las centrales manuales de batería local (teléfonos alimentados por pilas o baterías) y posteriormente fueron las centrales manuales de batería central (teléfonos alimentados desde la central).
- La introducción de las centrales telefónicas de conmutación automática, constituidas mediante dispositivos electromecánicos, de las que han existido, y en algunos casos aún existen, diversos sistemas: sistema de conmutación rotary (en España sistemas 7A1, 7A2, 7D, 7BR, AGF), y sistema con conmutador de barras cruzadas (En España: Sistemas Pentaconta 1000, PC32, ARF) y otros más complejos.
- Las centrales de conmutación automática electromecánicas, pero controladas por computadora (En España: Sistema MORE). También llamadas centrales semielectrónicas (en España: sistemas Pentaconta 2000, Metaconta, ARE).
- Las centrales digitales de conmutación automática totalmente electrónicas y controladas por ordenador, la práctica totalidad de las actuales, que permiten multitud de servicios complementarios al propio establecimiento de la comunicación (los denominados servicios de valor añadido). En España: Sistemas AXE (de Ericsson), Sistema 12 o 1240 (Alcatel) y sistema 5ESS (Lucent).
- La introducción de la Red Digital de Servicios Integrados (RDSI) y las técnicas DSL o de banda ancha (ADSL, HDSL, etc,), que permiten la transmisión de datos a más alta velocidad.
- La telefonía móvil, que posibilita la transmisión inalámbrica de voz y datos, pudiendo ser estos a alta velocidad en los nuevos equipos de tercera generación.

Existen casos particulares, en telefonía fija, en los que la conexión con la central se hace por medios radioeléctricos, como es el caso de la telefonía rural mediante acceso celular (TRAC), en la que se utiliza parte de la infraestructura de telefonía móvil para facilitar servicio telefónico a zonas de difícil acceso para las líneas convencionales de hilo de cobre. No obstante, estas líneas a todos los efectos se consideran como de telefonía fija.

### Cancelación de redes
Tal como sucede con la telegrafía (en Estados Unidos, la compañía Western Union clausuró sus servicios telegráficos el 27 de enero de 2010) el servicio telefónico analógico tiende a desaparecer. En 2018, ciertos países como Francia y Alemania, anunciaron el fin de la telefonía convencional, cesando la venta e instalación de nuevas conexiones básicas y planificando el cierre y apagado de las centrales telefónicas conmutadas hacia 2023. 
Las políticas comerciales modernas apuntan a la instalación de equipos que funcionan con redes de datos, bajo el sistema VoIP (voice over IP, voz sobre protocolo de Internet), combinando el servicio básico con otros tales como el streaming y el acceso a internet.

## Funcionamiento del teléfono clásico

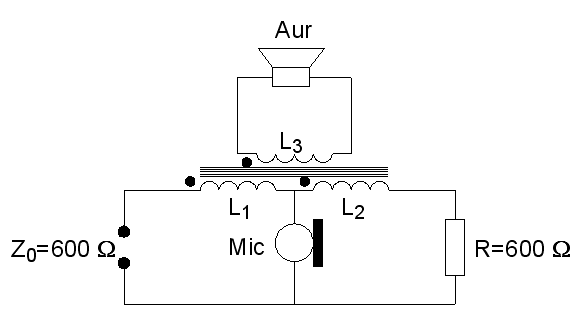
Figura 1. Circuito de conversación simplificado. La línea telefónica se representa como una impedancia Z0. Esta impedancia incluye la línea telefónica (par de cobre, de hasta algunos kilómetros de largo) y los componentes internos de la placa de abonado en la central telefónica. Componentes L1, L2 y L3 conforman un transformador. La resistencia R es un componente interno al aparato telefónico. La señal proveniente desde la línea telefónica queda aplicada sobre las bobinas L1 y L2, en serie, y es inducida en la bobina L3, quedando luego aplicada directamente sobre el auricular (AUR). La señal generada por el micrófono se divide, parte hacia la línea telefónica a través de L1 y parte hacia la resistencia interna R, a través de L2. Como la corriente que pasa por L1 es de sentido inverso a la que pasa por L2, la inducción sobre L3 depende de la diferencia de estas corrientes. Esto hace que el audio generado por el micrófono no sea escuchado en el auricular del propio teléfono. Para que esto sea efectivamente así, si las bobinas L1 y L2 son del mismo valor, la resistencia R debe ser del mismo valor que la impedancia Z0. Sin embargo para lograr cierto retorno en el auricular, la rama L2 R se diseña con valores ligeramente diferentes a la rama L1Z0.

El teléfono clásico está formado por dos circuitos que funcionan juntos: el circuito de conversación, que es la parte analógica, y el circuito de marcación, que se encarga de la marcación y llamada.
Tanto las señales de voz como las de marcación y llamada (señalización), así como la alimentación, comparten el mismo par de hilos; a esto a veces se le llama «señalización dentro de la banda (de voz)».
La impedancia característica de la línea es 600 Ω. Lo más llamativo es que las señales procedentes del teléfono hacia la central y las que se dirigen a él desde ella viajan por esa misma línea de solo dos hilos. Para poder combinar en una misma línea dos señales (ondas electromagnéticas) que viajen en sentidos opuestos y para luego poder separarlas se utiliza un dispositivo llamado transformador híbrido o bobina híbrida, que no es más que un acoplador de potencia (duplexor).

### Circuito de conversación: la bobina híbrida telefónica
El circuito de conversación consta de cuatro componentes principales: la bobina híbrida; el auricular; el micrófono de carbón y una impedancia de 600 Ω, para equilibrar la híbrida. La híbrida consiste en un transformador con tres bobinados, L1, L2 y L3, según se muestra en la figura 1. Los componentes se conectan de acuerdo a la misma figura 1.

#### Transferencia de señal desde el micrófono a la línea
La señal que se origina en el micrófono se reparte a partes iguales entre L1 y L2. La primera va a la línea y la segunda se pierde en la carga, pero L1 y L2 inducen corrientes iguales y de sentido contrario en L3, que se cancelan entre sí, evitando que la señal del micrófono alcance el auricular. En la práctica la impedancia de la carga no es exactamente igual a la impedancia de la línea, por lo que las corrientes inducidas en L3 no se anulan completamente. Esto tiene un efecto útil, cual es que parte de la señal generada en el micrófono se escuche también en el auricular local (efecto «side tone»), lo que permite que quién habla se escuche asimismo percibiendo que el «circuito no está muerto».

#### Transferencia de señal desde la línea al auricular

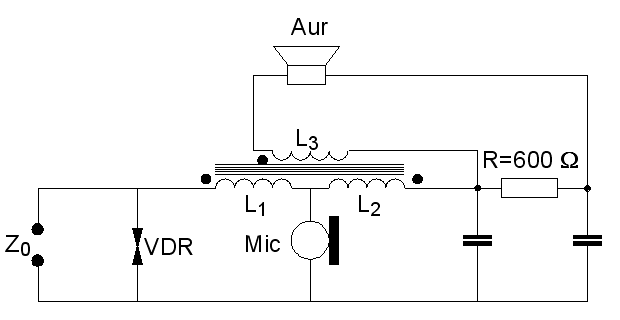
Figura 2. Circuito de conversación.

La señal que viene por la línea provoca la circulación de corrientes tanto por L1 como por L2. Estas corrientes inducen, sumándose, en L3 la corriente que se lleva al auricular. Si bien la señal que viene por la línea provoca la circulación de una pequeña corriente por el micrófono, este hecho no afecta la conversación telefónica.
El medio de conversación real es algo más complejo: a) añade un varistor a la entrada, para mantener la polarización del micrófono a un nivel constante, independientemente de lo lejos que esté la central local; y b) mejora el efecto «side tone», conectando el auricular a la impedancia de carga, para que el usuario tenga una pequeña realimentación y pueda oír lo que dice. Sin ella, tendería a elevar mucho la voz.
En la actualidad los terminales telefónicos son construidos con híbridas de estado sólido y no según el transformador multibobinado indicado anteriormente. Las híbridas de estado sólido, que se construyen con un circuito integrado ad hoc (como el MC34014P de Motorola) y unos cuantos componentes electrónicos, tienen una respuesta de frecuencia más plana ya que no usan bobinados. Los bobinados (impedancia inductiva) introducen distorsión al atenuar mucho más las señales de alta frecuencia que las de baja frecuencia.
Las híbridas de estado sólido se utilizan en conjunto con micrófonos de condensador y altoparlantes de 16 ohms.

### Circuito de marcación

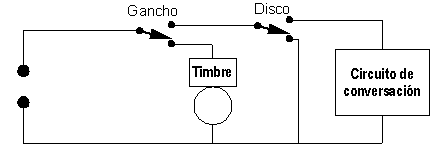
Figura 3. Teléfono completo.

#### Marcación por pulsos
El circuito de marcación mecánico, tiene por función establecer conmutaciones rápidas de la línea telefónica, abriendo y cerrando un interruptor. Está formado por un disco de marcar, que tiene un resorte y un regulador centrífugo que mantiene constante la velocidad de giro del disco.  El usuario tensa el resorte haciendo girar al disco en sentido horario, y soltándolo después. El disco, cuando retrocede movido por la tensión del resorte, acciona un interruptor el número de veces que corresponde al dígito marcado, cuya cifra se corresponde con uno de los diez orificios que posee el disco, identificado de uno a nueve. El cero va a lo último porque emite 10 pulsos. La velocidad de generación de los pulsos, fue históricamente determinada basándose en el tiempo de respuesta necesario para que los sistemas de conmutación electromecánica operaran confiablemente. La mayoría de los sistemas telefónicos usó una velocidad de 10 pulsos/segundo.
El timbre va conectado a la línea a través del «gancho», que es un conmutador que se activa al colgar/ desactiva al descolgar. Una tensión alterna de 75 V en la línea hace sonar el timbre si el microteléfono tiene activado el «gancho» (si está "colgado").

#### Marcación por tonos
Como la línea alimenta el micrófono a 48 V, esta tensión se puede utilizar para alimentar, también, circuitos electrónicos. Uno de ellos es el marcador por tonos, que fue desplazando a la conmutación electromecánica gracias a varias ventajas sobre aquella. Tiene lugar mediante un teclado que contiene los dígitos y alguna tecla más (* y #), cuya pulsación produce el envío de dos tonos simultáneos para cada pulsación. Estos circuitos podían ser tanto bipolares (I²L, normalmente) como CMOS, y añadían nuevas prestaciones, como repetición del último número (redial) o memorias para marcación rápida, pulsando una sola tecla.

### Timbre
El timbre electromecánico, que se basa en un electroimán que acciona un badajo que golpea la campana a la frecuencia de la corriente de llamada (25 Hz), se ha visto sustituido por generadores de llamada electrónicos, que al igual que el timbre electromecánico, funcionan con la tensión de llamada (75 V de corriente alterna a una frecuencia de 25 Hz, enviada superpuesta a los 48 voltios de tensión continua de la línea). Suelen incorporar un oscilador de periodo en torno a 0,5 s, que conmuta la salida entre dos tonos producidos por otro oscilador. El circuito va conectado a un pequeño altavoz piezoeléctrico. Resulta curioso que se busquen tonos agradables para sustituir la estridencia del timbre electromecánico.
Un error muy común es creer que el tono de llamada que percibimos en el auricular, se corresponde con el timbrado del abonado llamado al otro extremo de la línea. Esto no es así, de hecho incluso puede nunca llegar a sonar el otro teléfono aunque escuchemos el tono de llamada, ya que ambas cosas se generan por separado: el tono de llamada es una señal de 1 kHz introducida por la central telefónica, ya que la frecuencia de 20 Hz es inaudible.

## Uso
En el año 2009, se estimaba que había entonces 1 300 millones de usuarios de teléfono fijo. En abril de 2022, se contabilizó 5 320 millones de usuarios de teléfono móvil, lo que equivale al 67% de la población mundial total. Los smartphones representan aproximadamente 4 de cada 5 de los teléfonos móviles en uso en la actualidad.

## Contratación de servicios de teléfono
Para poder establecer una comunicación a distancia mediante teléfono  hace falta la activación de un determinado servicio en la red telefónica. Los costes resultantes son facturados al cliente del teléfono por parte de las compañías telefónicas. En estos contratos se mencionan las bases para los pagos, y la duración y los servicios ofrecidos por la compañía telefónica. Es usual por parte de las compañías telefónicas hacer ofertas que incluyen una combinación de servicios. Los contratos de telecomunicaciones se encuentran regulados por leyes de contratación. Un ejemplo de este tipo de regulacion sobre este tipo de contratos es el caso de España.

### Patentes
- Patente USPTO n.º 0174465: «US 174,465 Telegraphy (Primera patente del teléfono de Bell) -- Alexander Graham Bell» (en inglés)
- Patente USPTO n.º 0186787: «US 186,787 -- Electric Telegraphy (Receptor de imanes permanentes) -- Alexander Graham Bell» (en inglés)
- Patente USPTO n.º 0474230: «US 474,230 -- Speaking Telegraph (Transmisor de grafito) -- Thomas Edison» (en inglés)
- Patente USPTO n.º 0203016: «US 203,016 -- Speaking Telephone (Transmisor de botón de carbono) -- Thomas Edison» (en inglés)
- Patente USPTO n.º 0222390: «US 222,390 -- Carbon Telephone (Transmisor de gránulos de carbono) -- Thomas Edison» (en inglés)
- Patente USPTO n.º 0485311: «US 485,311 -- Telephone (Transmisor de carbón negro sólido) -- Anthony C. White (Ingeniero de Bell) Diseño que se utilizó desde 1925 hasta finales de la década de los años cuarenta del siglo XX.» (en inglés)
- Patente USPTO n.º 3449750: «US 3,449,750 -- Duplex Radio Communication and Signalling Appartus -- G. H. Sweigert» (en inglés)
- Patente USPTO n.º 3663762: «US 3,663,762 -- Cellular Mobile Communication System -- Amos Edward Joel (Bell Labs)» (en inglés)
- Patente USPTO n.º 3906166: «US 3,906,166 -- Radio Telephone System (DynaTAC cell phone) -- Martin Cooper et al. (Motorola)» (en inglés)

- Datos: Q11035
- Multimedia: Telephones / Q11035
- Guía turística: Servicio telefónico
- Citas célebres: Teléfono